# Csillagos tündérkolibri
A csillagos tündérkolibri (Oreotrochilus estella) a madarak osztályának sarlósfecske-alakúak (Apodiformes)  rendjébe és a kolibrifélék (Trochilidae) családjába tartozó faj.

## Rendszerezése
A fajt Alcide d’Orbigny és Frédéric de Lafresnaye írták le 1838-ban, a Trochilus nembe Trochilus estella néven.

## Alfajai
- Oreotrochilus estella bolivianus  (Boucard, 1893)
- Oreotrochilus estella estella  (Orbigny & Lafresnaye, 1838)
- Oreotrochilus estella stolzmanni  (Salvin, 1895)[2] - egyes rendszerezők szerint önálló faj Oreotrochilus stolzmanni néven[4]

## Előfordulása
Dél-Amerikában az Andok fennsíkjain Argentína, Bolívia, Chile és Peru területén honos. Természetes élőhelyei a szubtrópusi és trópusi hegyi esőerdők, magaslati füves puszták és cserjések.

## Megjelenése
Testhossza 15 centiméter. A hímnek a feje fekete és fémesen csillogó feketének, vagy zöldnek tűnő torokfoltja van. A tojó barnás színű.
|  |

## Életmódja
Nektárral táplálkozik.

## Szaporodása
A tojónak van territóriuma, a hím a párosodás után eltávozik. Mohából és zuzmóból készíti csésze alakú fészkét.

## Természetvédelmi helyzete
Az elterjedési területe nagyon nagy, egyedszáma pedig stabil. A Természetvédelmi Világszövetség Vörös listáján nem fenyegetett fajként szerepel.